# Stężyca (stacja towarowa)
Stężyca – towarowa stacja kolejowa w Stężycy, w województwie lubelskim, w Polsce.